# Molophilus japetus
Molophilus japetus är en tvåvingeart som beskrevs av Alexander 1969. Molophilus japetus ingår i släktet Molophilus och familjen småharkrankar. Inga underarter finns listade i Catalogue of Life.